# Trobat (raïm)
El (o la) trobat és una varietat vinífera històrica de raïm negre gairebé desapareguda però recobrada per diversos cellers de Costers del Segre en col·laboració amb l'Institut Català de la Vinya i el Vi en el marc d'un projecte de recuperació del patrimoni vitivinícola.

## Història
El 2009, el col·lectiu Slow Food Terres de Lleida en el marc del projecte Cultures Trobades va identificar la varietat trobat en unes vinyes velles a la comarca de la Noguera, va registrar-ne els ceps, va conservar-la, i fins al 2014 va realitzar una sèrie de treballs de prospecció a la zona del Montsec on en algunes d'aquelles vinyes històriques n'era la varietat principal.
L'any 2019 una desena de cellers de Costers del Segre van plantar de manera experimental fins a 10.000 ceps de raïm trobat. Des de llavors, els cellers Batlliu de Sort, Cercavins de Verdú, Cérvoles i Mas Blanch i Jové de la Pobla de Cérvoles, Costers del Sió de Balaguer, Lagravera d'Alfarràs, L'Olivera de Vallbona de les Monges, Vall de Baldomar, Vinya el Vilars d'Arbeca i Raimat treballen plegats per a cercar el millor perfil enològic.
El 19 de juliol de 2022, en un acte celebrat al Palau Robert de Barcelona, es van presentar els primers cinc vins experimentals d'aquesta varietat ancestral característica de Ponent, tenint en compte que les varietats de raïm s'expressen de manera diferent segons el terrer de cada zona: «treballant plegats i compartint experimentacions, cada verema equival a molts anys de vinificacions per separat».

## Característiques
La trobat negra és una varietat antiga de raïm molt característica a la comarca de la Noguera i altres zones de les comarques de Ponent, tot i que va arribar a estar en forta regressió. El cep és vigorós però poc productiu, i més precoç que la garnatxa. Fa un raïm llarg, de compacitat mitjana, i un gra mitjà petit, esfèric i de color blau-negre en madur. Es distingeix per tenir una fulla pentagonal, amb cinc lòbuls, i l'anvers solcat com la pell d'un gripau. S'utilitza per vinificar i en resulten vins rojos, lleugers i de sabor particular.
En monovarietals adopta un cos lleuger, de coloració mitjana i graduació moderada. Transmet un sabor permanent i peculiar, a prop de les fruites àcides i la regalèssia.